# Lichterfeld-Schacksdorf
Lichterfeld-Schacksdorf är en kommun i Landkreis Elbe-Elster i förbundslandet Brandenburg i Tyskland. Kommunen bildades den 31 december 1997 genom en sammanslagning av de tidigare kommunerna Lichterfeld och Schacksdorf och den tidigare kommunen Lieskau uppgick i Lichterfeld-Schacksdorf den 31 december 1998. Kommunen ingår i kommunalförbundet Amt Kleine Elster (Niederlausitz).